# 27005 Dariaguidetti
27005 Dariaguidetti este o planetă minoră (asteroid), cu un diametru de 6,198 km, din centura de asteroizi. A fost descoperită pe 27 februarie 1998 la stazione osservativa di Asiago Cima Ekar⁠(d) de Giuseppe Forti⁠(d) și a fost numită după Daria Guidetti⁠(d). 
Obiectul prezintă o orbită caracterizată de o semiaxă mare de 2,4011392 UAi, o excentricitate de 0,23, o înclinație de 9,95345 ° în raport cu ecliptica.